# Never on Sunday
Never on Sunday (Grieks: Ποτέ την Κυριακή, Pote tin Kyriaki) is een Grieks-Amerikaanse filmkomedie uit 1960 onder regie van Jules Dassin. Destijds werd de film in Nederland uitgebracht onder de titel Nooit op zondag.

## Verhaal
Homer is een Amerikaans toerist die gepassioneerd is door het oude Griekenland en de Griekse filosofen. Bij zijn aankomst in de haven van Piraeus ontmoet hij in een bar de populaire prostituee Ilya, die vrij en onafhankelijk is. Zij ontvangt elke dag, behalve op zondag, want die dag is bestemd voor de vrienden. Homer besluit om haar op te voeden en haar op het rechte pad te brengen. Zij laat haar vrienden vallen, richt haar woning opnieuw in en kleedt zich fatsoenlijk en Homer leert haar Griekse tragedies te spelen.

## Rolverdeling
| Acteur               | Personage    |
| -------------------- | ------------ |
| Melina Mercouri      | Ilya         |
| Jules Dassin         | Homer Thrace |
| Giorgos Foundas      | Tonio        |
| Titos Vandis         | Jorgo        |
| Mitsos Ligizos       | Kapitein     |
| Despo Diamantidou    | Despo        |
| Dimos Starenios      | Poubelle     |
| Dimitris Papamichael | Matroos      |
| Alexis Solomos       | Noface       |
| Thanasis Vengos      | Thanasis     |
| Faidon Georgitsis    | Matroos      |
| Nikos Fermas         | Ober         |

## Prijzen
- Beste actrice op het filmfestival van Cannes voor Melina Mercouri in 1960
- Oscar voor beste originele nummer in 1961